# Acropyga bruchi
Acropyga bruchi är en myrart som beskrevs av Santschi 1929. Acropyga bruchi ingår i släktet Acropyga och familjen myror. Inga underarter finns listade i Catalogue of Life.